# Oleastrum
 (mars 2023).
Si vous disposez d'ouvrages ou d'articles de référence ou si vous connaissez des sites web de qualité traitant du thème abordé ici, merci de compléter l'article en donnant les références utiles à sa vérifiabilité et en les liant à la section « Notes et références ».
Oleastrum est une cité disparue des Cessetani en Hispanie citérieure, située sur la voie entre Dertosa et Tarraco. La cité est aujourd'hui identifiée à de nombreuses villes, mais la correspondance la plus probable semble être Cambrils.
Oleastrum est mentionnée dans le livre III du De Chorographia de Pomponius Mela.